# Emory Cohen
Emory Isaac Cohen (Manhattan, 13 de março de 1990) é um ator norte-americano, conhecido pela participação na série The OA  e nos filmes The Place Beyond the Pines e Brooklyn.